# Kérjenets
El Kérjenets - Керженец (rus) - és un riu de Rússia, un afluent per l'esquerra del Volga, amb el qual conflueix just davant de la ciutat de Lískovo, a 70 km a l'est de Nijni Nóvgorod. Passa per l'óblast de Nijni Nóvgorod.
Té una llargària de 290 km i drena una conca de 6.140 km². El seu cabal mitjà és, a la desembocadura, de 19,6 m³/s. Neix al nord-oest de l'óblast de Nijni Nóvgorod, no gaire lluny del límit amb l'óblast de Kostromà. Pren direcció sud i no l'abandona pràcticament fins a la seva desembocadura a l'embassament de Txeboksari, al Volga. Es glaça de novembre a abril.

## Història
Després de la Reforma de Nicó de l'Església Ortodoxa Russa el 1660, les vores, densament boscoses, del Kérjenets es convertiren en un refugi per a molts vells creients. Els seus assentaments, anomenats skitis de Kérjenets, es conservaren fins pràcticament el segle xix, i la gent que els habitaven eren coneguts com els kérjaki.
Segons una vella llegenda dels vells creients, el més antic d'aquests skitis és l'Olenevski, que fou fundat suposadament al segle XV per alguns dels monjos del Venerable Macari, en commemoració del Miracle de l'Alce que hi tingué lloc, i més endavant s'uniren al Raskol. Aquest skiti es troba al poble de Bolxoie Olenevo, a 24 km al sud-est de Semiónov.